# Sonora (Texas)
Sonora és una població dels Estats Units a l'estat de Texas. Segons el cens del juliol de 2005 tenia 3.008 habitants.

## Demografia
Segons el cens del 2000, Sonora tenia 2.924 habitants, 1.043 habitatges, i 808 famílies. La densitat de població era de 576 habitants per km².
Dels 1.043 habitatges en un 42,9% hi vivien nens de menys de 18 anys, en un 64% hi vivien parelles casades, en un 8,5% dones solteres, i en un 22,5% no eren unitats familiars. En el 20,6% dels habitatges hi vivien persones soles el 8,5% de les quals corresponia a persones de 65 anys o més que vivien soles. El nombre mitjà de persones vivint en cada habitatge era de 2,77 i el nombre mitjà de persones que vivien en cada família era de 3,23.
Per edats la població es repartia de la següent manera: un 31,1% tenia menys de 18 anys, un 7,4% entre 18 i 24, un 28,7% entre 25 i 44, un 22,2% de 45 a 60 i un 10,7% 65 anys o més.
L'edat mediana era de 34 anys. Per cada 100 dones de 18 o més anys hi havia 95,2 homes.
La renda mediana per habitatge era de 36.272$ i la renda mediana per família de 38.106$. Els homes tenien una renda mediana de 31.728$ mentre que les dones 17.935$. La renda per capita de la població era de 16.128$. Aproximadament el 13% de les famílies i el 16,7% de la població estaven per davall del llindar de pobresa.

## Poblacions més properes
El següent diagrama mostra les poblacions més properes.